# Црни бомбардер
Црни бомбардер (на български: Черен бомбардировач) е сръбски игрален филм от 1992 г. пресъздаващ хипотетично управление на страната от един милиционерско-диктаторски режим. Режисьор на филма е Дарко Баич.
Филмът пресъздава радиоводещия Црни, който води свое предаване по радиостанция „БООМ 92“ с един оцелял микрофон и множество хлебарки от импровизираното си студио, мечтаейки да открие своя радиостанция Црни бомбардер. Водещият се сдобива с голяма популярност във филма заради това, че изказва по всички възможни теми свободно мението си и казва на слушателите си това което мисли, но е навестен от инспектора на тайната полиция Бешевич. Филмът е абсурдистки, но метафората с придобилата постфактум популярност Белградска радиотелевизия Б 92 е натрапчива.
В действителност наистина през следващите филма години в Сърбия се установява на власт неокомунистическия режим на Слободан Милошевич.